# Bryn Markham-Jones
Bryn Markham-Jones (Swansea, 2 november 1986) is een Welsh voetbalscheidsrechter. Hij was in dienst van FIFA en UEFA tussen 2013 en 2020. Ook leidt hij wedstrijden in de Cymru Premier.
Op 11 juli 2013 maakte Markham-Jones zijn debuut in Europees verband tijdens een wedstrijd tussen Valletta en La Fiorita in de voorronde van de UEFA Europa League; het eindigde in 1–0 en de Welshe leidsman trok zevenmaal de gele kaart. Zijn eerste interland floot hij op 15 november 2013, toen Tsjechië met 2–0 won van Canada. Tijdens dit duel hield Markham-Jones de kaarten op zak.

## Interlands
| Datum            | Plaats                 | Wedstrijd                 | Uitslag | Competitie             | Kreeg geel | Kreeg voor de tweede keer geel en dus rood | Weggestuurd |
| ---------------- | ---------------------- | ------------------------- | ------- | ---------------------- | ---------- | ------------------------------------------ | ----------- |
| 15 november 2013 | Olomouc, Tsjechië      | Tsjechië – Canada         | 2 – 0   | Vriendschappelijk      | 0          | 0                                          | 0           |
| 12 oktober 2018  | Chisinau, Moldavië     | Moldavië – San Marino     | 2 – 0   | Nations League 2018/19 | 3          | 0                                          | 0           |
| 5 september 2019 | Belfast, Noord-Ierland | Noord-Ierland – Luxemburg | 1 – 0   | Vriendschappelijk      | 3          | 0                                          | 0           |